# 권정길
권정길(權井吉, 1596~1666)은 1618년 무과에 급제하여, 1636년 병자호란 때 남한산성 검단산 전투에 참전한 무신이다. 종형 권이길, 아우 권임길과 함께 3형제가 모두 장군이다.
10세 시중공파(대파조;권인가). 20세 화천군파(중시조;권감)의 후손으로 안동권씨 시조 권행으로부터 25세손이다.

## 생애
권정길은 1618년 종형 권이길(1588~1627), 동생 권임길과 같이 3형제가 함께 무과에 급제하였다.
1627년 정묘호란 때 전쟁에 자원하여 연평부원군 이귀의 군관으로 전공을 세워 포상을 받았다. 1636년 병자호란이 일어나니 원주영장에서 강원방어사에 임명되어 강원도의 근왕병을 지휘하게 되었다. 병자호란이 터지자 강원 감사 조정호의 근왕군 휘하로 들어갔다. 근왕군이 1천여명의 선봉대를 조직, 검단산에 이르러 1주간 주야로 청군과 격전을 하여 여러차례 승리하여 전리품을 노획하는 등으로 전과를 올리자 남한산성에 갇힌 인조가 큰 기대를 하였다. 그러나 도원수 김자점과 주변의 장수들이 전혀 참전하지 않았다. 
이후 전투에 필요한 무기와 양식 등 물자 부족으로 퇴각 중 복병을 만나 대패했다. 권정길을 비롯한 10여명의 생존자들은 포위망을 뚫고 남한산성으로 들어가 패전소식을 알렸다. 이후 1637년 철산부사와 이천부사, 1638년 춘천부사 겸 강원도병마절도사로 19군의 병사들을 통솔하라는 유지가 내려졌다. 1639년 동지중추부사와 인동부사, 1648년 부호군을 지냈다. 1666년 71세에 사망하니 원사1등 녹훈으로 훈봉하고 공조판서에 추증하였다. 묘는 수원 장안면 쌍구 흥천 유좌에 위치한다.
한편 동생 권임길은 1618년 무과에 급제하여 옥포만호를 제수 받았다. 병자호란 때 충청 순영에 배속되어 감사인 정세규와 함께 1637.1.21 용인 험천전투에서 전사했다.